# Enrique de Ossó y Cervelló

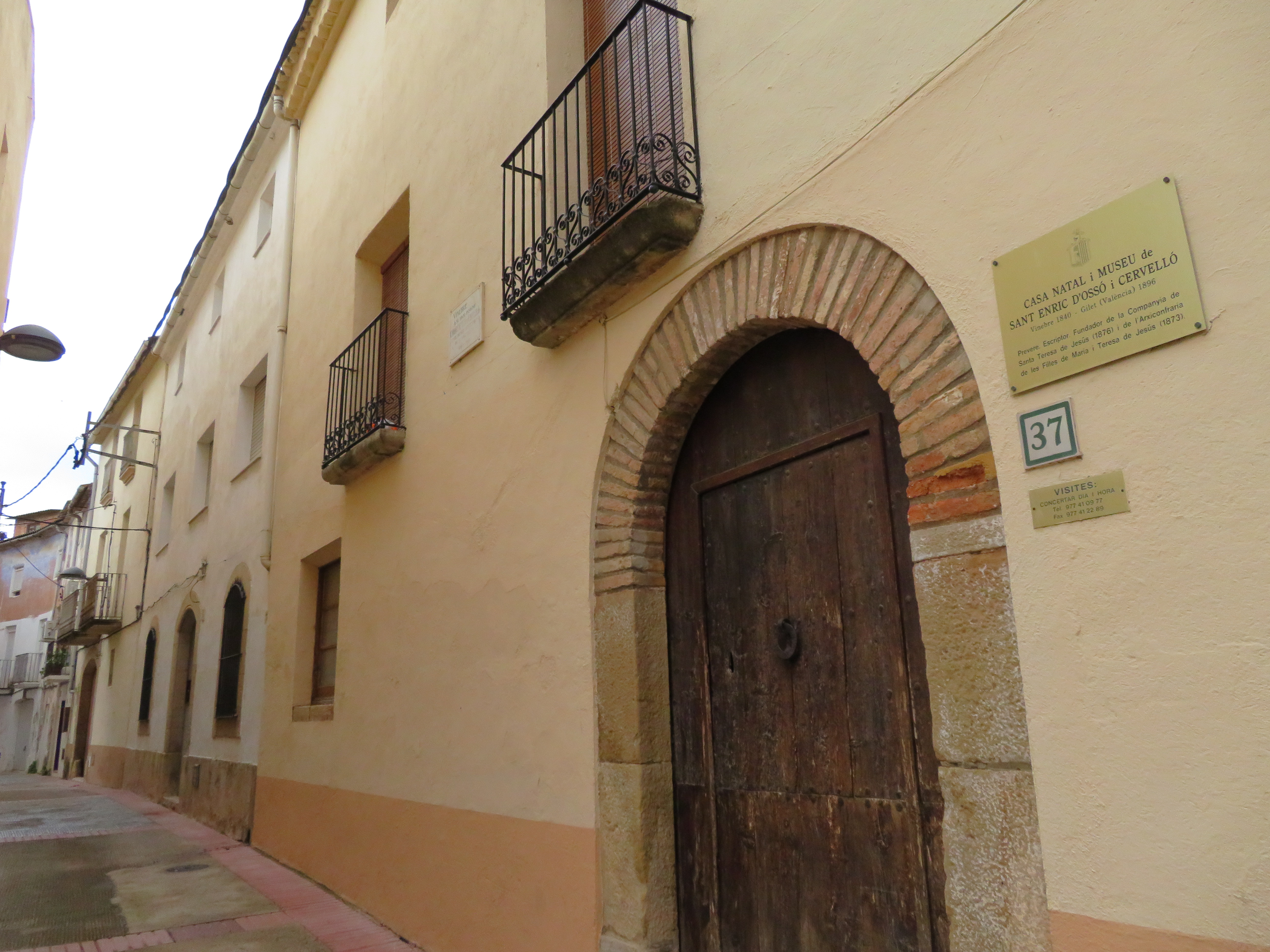
Museum und Geburtsort von Don Enrique de Ossó y Cervelló

Enrique de Ossó y Cervelló (* 16. Oktober 1840 in Vinebre, Spanien; † 27. Januar 1896 in Gilet bei Valencia) war ein spanischer Ordensgründer und Heiliger der katholischen Kirche.

## Leben
Enrique de Ossó y Cervelló wurde am 21. September 1867 zum Priester geweiht und gründete 1873 die „Gesellschaft der heiligen Theresia (von Ávila)“ (spanisch: Hijas de María Inmaculada y Santa Teresa de Jesús), eine Schwesternkongregation, die sich besonders in den Dienst der Erziehung der Jugend stellt. Außerdem rief er zahlreiche apostolische Vereinigungen ins Leben. Für seinen Apostolat verfasste er mehrere fromme Schriften, darunter Eine Viertelstunde Gebet (spanisch: El cuarto de hora de oración). Dieses Buch wurde in 50 Sprachen übersetzt und wird noch heute verlegt. Ebenso gründete er die Wochenzeitschrift Der Freund des Volkes (spanisch: El amigo del pueblo). Sein 1872 erschienenes, wegweisenden Handbuches für Katecheten (spanisch: Guía práctica del catequista en la enseñanza metódica y constantes de la doctrina cristiana) war über Generationen in Gebrauch und wurde in einer überarbeiteten Fassung noch 2003 verlegt.

## Seligsprechung und Heiligsprechung
Enrique de Ossó y Cervelló wurde 1979 selig- und am 16. Juli 1993 in Madrid durch Papst Johannes Paul II. heiliggesprochen.
Sein Gedenktag in der Liturgie ist der 27. Januar.